# Loi de Piobert
La Loi de Piobert, due à l'ingénieur militaire français Guillaume Piobert, porte sur les réactions des carburants solides et granuleux qui produisent des gaz chauds. Elle s'énonce ainsi : « La combustion des parties intérieures des grains de poudre n'a lieu que lorsque les couches qui les précèdent sont consumées ; la rapidité avec laquelle le feu se propage de tranche en tranche a la plus grande influence sur l'effet de l'explosion ».

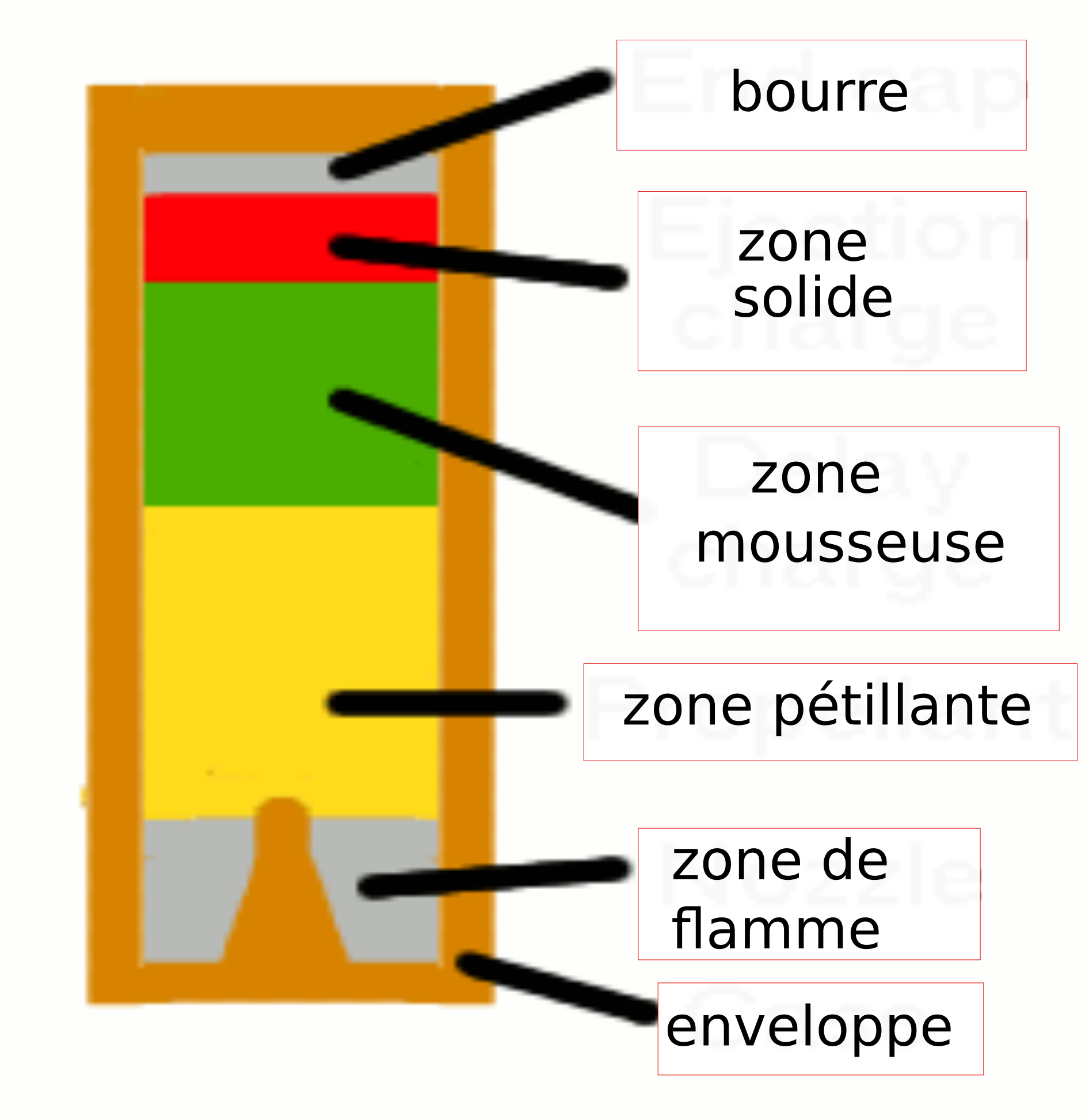
Combustion d'un carburant solide avec ses zones d'après la loi de Piobert.

## Histoire
La loi est due à Guillaume Piobert, chercheur et général, qui l'a énoncé en 1833, pour expliquer le fonctionnement des poudres, mais elle a été par la suite appliquée aux carburants solides. La description de la loi comme une combustion pourrait prêter à confusion si on l'assimilait à une simple combustion de matériel solide, où la progression de la combustion est attribuée à la disponibilité du comburant qui n’apparaît qu'à la surface du solide qui brûle. En fait, dans le cas de grains de carburant en phase simple, la progression est attribuée au transfert à partir de la surface de la chaleur nécessaire au démarrage de la réaction. En fait, le transfert de chaleur s'accroît avec la pression et la réaction de la poudre sans fumée s'accroît aussi avec la pression comme cela a été décrit par le chimiste français Paul Vieille en 1893.

## Mécanisme
L'étude des réactions de carburants solides suggère des zones ou phases à travers lesquelles la réaction se propage de la surface vers l'intérieur du solide. La plus grande partie du solide est sujette à des transferts de chaleur et à des transitions de la phase solide vers la phase gazeuse dans une zone dite « zone mousseuse ». Le carburant gazeux se transforme en des molécules plus simples dans une zone périphérique, dit « zone pétillante ». L'énergie est diffusée dans un éclair externe dite « zone de flamme » où les molécules de gaz réagissent pour former des produits de combustion comme de la vapeur d'eau et du monoxyde de carbone. Les carburants conçus pour une pression minimum de transfert de chaleur peuvent échouer à maintenir une zone de flamme de basse pression.